# Шабердінське сільське поселення
Шабе́рдінське сільське поселення — муніципальне утворення в складі Зав'яловського району Удмуртії, Росія. Адміністративний центр — присілок Шабердіно.
Населення — 2267 осіб (2015; 2165 в 2012, 2149 в 2010).

## Історія
Шабердінська сільська рада Радянської волості була утворена в 1924 році з центром в селі Шабердіно. В 1929 році вона увійшла в новостворений Іжевський район, в 1965 році — в Зав'яловський район. В 1991 році від сільради відокремлюється Вараксінська сільська рада.

## Склад
До складу поселення входять такі населені пункти:
| Населений пункт         | Населення, осіб (2010) | Населення, осіб (2012) |
| ----------------------- | ---------------------- | ---------------------- |
| Вознесенський, починок  | 13                     | 13                     |
| Люкшудья, село          | 907                    | 912                    |
| Люкшудья, присілок      | 14                     | 15                     |
| Майський, починок       | 24                     | 28                     |
| Михайловський, починок  | 13                     | 14                     |
| Пестовка, присілок      | 10                     | 13                     |
| Старий Сентег, присілок | 129                    | 125                    |
| Чуж'ялово, присілок     | 56                     | 57                     |
| Шабердіно, присілок     | 983                    | 988                    |

В поселенні діють 2 школи, 2 садочки, 4 ФАПи, 2 бібліотеки, 2 клуби. Серед промислових підприємств працює Люкшудьїнський ліспромгосп та ТОВ «Шабердінське».